# Diego Nosotti
Diego Nosotti, né le 26 juillet 1982 à Milan en Lombardie,, est un coureur cycliste italien.

## Biographie
Professionnel entre 2006 et 2009, Diego Nossoti s'est notamment classé deuxième d'une étape du Tour de Chihuahua et troisième d'une étape du Tour de Langkawi en 2008. Il a également terminé sixième du Tour de Drenthe lors de sa dernière saison. 
Son père Roberto et son petit frère Mirko ont eux aussi été coureurs cyclistes au niveau amateur. 

## Palmarès

### Par année
- 2001
  - Trofeo Paolin Fornero
  - 3e du Grand Prix Bradlo
- 2002
  - Trofeo Sportivi Magnaghesi
  - 2e de la Coppa d'Inverno
- 2004
  - Trofeo Industria e Commercio di Triuggio
  - 2e du Circuito Castelnovese
- 2005
  - Trofeo Comune di Orio Litta
  - Trofeo Pama Prefabbricati
  - Coppa Comune di Livraga
  - 2e de la Coppa Caduti Nervianesi

### Classements mondiaux
| Année            | 2008 | 2009 |
| ---------------- | ---- | ---- |
| UCI Asia Tour    | 213e |      |
| UCI America Tour |      | 310e |
| UCI Europe Tour  |      | 710e |